# Giacomo Properzj
Giacomo Properzj Incisa Beccaria di Santo Stefano (Milano, 13 marzo 1939 – Milano, 9 gennaio 2022) è stato un politico, imprenditore e giornalista italiano.

## Biografia
Giacomo Properzj, nato a Milano nel 1939, si laureò in Giurisprudenza e fu esponente e segretario del Partito Repubblicano Italiano nella sua città. Ricoprì vari incarichi pubblici, tra cui quelli di Sindaco di Segrate dal 1980 al 1983, Presidente della Provincia di Milano dal 1990 al 1992, e Presidente delle Municipalizzate milanesi Aem (che opera nel settore energetico) e ATM - Azienda Trasporti Milanesi (l'azienda dei trasporti municipali).
Fu anche dirigente di gruppi bancari e finanziari francesi (Banca Indosuez) e fondatore di Telemilanocavo, televisione via cavo del quartiere Milano 2 di Segrate che, dopo essere stata acquisita da Silvio Berlusconi ad un prezzo definito "simbolico", diede origine al network Canale 5.
Il 20 maggio 1992 venne arrestato nell'ambito dell'inchiesta Mani pulite. Properzj venne coinvolto nel giro di tangenti legate all'Aem, all'ATM e alla Metropolitana Milanese MM: al processo Aem ammise di aver preso 500 milioni di lire per il PRI, che in seguito restituirà con soldi suoi all'azienda; nel processo per le forniture autobus ATM, il reato verrà dichiarato estinto in appello per prescrizione e nel processo sulle tangenti per la MM, in primo grado, patteggiò una pena di 11 mesi.
Per molti anni attivo politicamente a Milano, alternò collaborazioni alla pagina milanese del quotidiano Il Riformista ad attività di pubblicista. Nel 1998 pubblicò con Sellerio Padania o cara. Cronache della prima guerra di secessione padana. Nel 2006 vinse il Premio letterario "Cesare Pavese" per un inedito Favola Araba, e il Premio letterario "Maremma Mistery" nel 2008 per la novella Amaro Milano.
Non vedente dal 1979 a causa di un incidente di caccia, è morto a Milano il 9 gennaio 2022 ad 82 anni.

## Opere
- Padania, o cara, Sellerio (1998)
- C'erano una volta i laici, Bietti (2000)
- Racconti sulfurei di Natale, Bietti (2001)
- Breve storia del Futurismo, Mursia Editore, Milano (2009), ISBN 978-88-425-4158-5
- Natale di sangue. D'Annunzio a Fiume, Mursia Editore, Milano (2010), ISBN 978-88-425-4425-8
- Rosa e Nero, Mursia Editore, Milano (2011)
- Breve storia della grande guerra, Mursia Editore, Milano (2013)
- Cinodromo, Streetlib, Formato Kindle, Milano (2015)
- Breve storia di Caporetto, Mursia Editore, Milano (2017)
- Vivere e morire a Milano, L'Ornitorinco Edizioni, Milano (2019)